# 威斯敏斯特 (路易斯安那州)
威斯敏斯特（英語：Westminster）是位於美國路易斯安那州東巴吞魯日堂區的一個普查規定居民點。

## 人口
根據2020年美國人口普查的數據，威斯敏斯特的面積為2.91平方千米，當中陸地面積為2.91平方千米，而水域面積為0.00平方千米。當地共有人口2791人，而人口密度為每平方千米959.11人。